# Asian Cycling Confederation
Die Asian Cycling Confederation (ACC) ist der Dachverband des Radsports in Asien. Sie wurde 1962 gegründet und ist einer von fünf Kontinentalverbänden der Union Cycliste Internationale (UCI), des weltweiten Radsportverbands.
Sitz der ACC ist Dubai. Ihre Aufgaben beinhalten u. a. die Organisation kontinentaler Wettkämpfe, siehe:
- Asien-Meisterschaften im Bahnradsport
- Asien-Meisterschaften im Straßenradsport
- Asien-Meisterschaften im BMX-Freestyle

Weitere Meisterschaften werden in Teildisziplinen wie BMX-Rennsport, Mountainbike oder Paracycling ausgetragen. Des Weiteren ist die ACC an der Organisation der UCI Asia Tour beteiligt.

## Mitgliedsverbände
Mit Stand Ende 2022 umfasst die ACC 45 nationale Verbände. Durch die Aufnahme Bhutans auf dem UCI-Kongress 2022 sind die Mitgliedsländer der ACC nunmehr identisch zu denen des Olympic Council of Asia.
| Land                         | Verband                                                          |
| ---------------------------- | ---------------------------------------------------------------- |
| Afghanistan                  | Afghanistan Cycling Federation                                   |
| Bahrain                      | Bahrain Cycling Association                                      |
| Bangladesch                  | Bangladesh Cycling Federation                                    |
| Bhutan                       | Bhutan Cycling Federation                                        |
| Brunei                       | Brunei Darussalam Cycling Federation                             |
| Chinesisch Taipeh            | Chinese Taipei Cycling Association                               |
| Hongkong                     | Hong Kong Cycling Association                                    |
| Indien                       | Cycling Federation of India                                      |
| Indonesien                   | Indonesian Cycling Federation                                    |
| Irak                         | Iraqi Cycling Federation                                         |
| Iran                         | Cycling Federation of the Islamic Republic of Iran               |
| Japan                        | Japan Cycling Federation                                         |
| Jemen                        | Yemen Cycling Federation                                         |
| Jordanien                    | Jordan Cycling Federation                                        |
| Kambodscha                   | Cambodian Cycling Federation                                     |
| Kasachstan                   | Kazakhstan Cycling Federation                                    |
| Katar                        | Qatar Cycling Federation                                         |
| Kirgisistan                  | Kyrgys Cycling Federation                                        |
| Kuwait                       | Kuwait Athletic and Cycling Federation                           |
| Laos                         | Lao Cycling Federation                                           |
| Libanon                      | Fédération Libanaise de Cyclisme                                 |
| Macau                        | Macau Cycling Association                                        |
| Malaysia                     | Malaysian National Cycling Federation                            |
| Malediven                    | Bicycle Association of Maldives                                  |
| Mongolei                     | Mongolian Cycling Federation                                     |
| Myanmar                      | Myanmar Cycling Federation                                       |
| Nepal                        | Nepal Cycling Association                                        |
| Nordkorea                    | Cycling Association of the Democratic People's Republic of Korea |
| Oman                         | Oman Cycling Association                                         |
| Osttimor                     | East Timor Cycling Federation                                    |
| Pakistan                     | Pakistan Cycling Federation                                      |
| Palästina                    | Palestinian Cycling Federation                                   |
| Philippinen                  | Integrated Cycling Federation of the Philippines                 |
| Saudi-Arabien                | Saudi Cycling Federation                                         |
| Singapur                     | Singapore Cycling Federation                                     |
| Sri Lanka                    | Cycling Federation of Sri Lanka                                  |
| Südkorea                     | Korea Cycling Federation                                         |
| Syrien                       | Syrian Arab Cycling Federation                                   |
| Tadschikistan                | Tajikistan Cycling Federation                                    |
| Thailand                     | Thai Cycling Association                                         |
| Turkmenistan                 | Cycling Federation of Turkmenistan                               |
| Usbekistan                   | Uzbekistan Cycling Federation                                    |
| Vereinigte Arabische Emirate | UAE Cycling Federation                                           |
| Vietnam                      | Vietnam Cycling Federation                                       |
| Volksrepublik China          | Chinese Cycling Association                                      |

## Präsidenten
- Khaled Al-Turki (1993–1996)
- Darshan Singh Gill (1996–2005)
- Hee Cho-wook (2005–2017)
- Osama Al Shafar (seit 2017)

## Logo und Meistertrikot

Asiatisches Meistertrikot

Gewinner der Asien-Meisterschaften bekommen ein Meistertrikot verliehen und haben die Pflicht, dieses bis zur nächsten Meisterschaft bei allen Rennen in Asien zu tragen, soweit es sich um Rennen ihrer Altersklasse und der von ihnen gewonnenen Disziplin handelt. Es ist weiß mit fünf voneinander getrennten Streifen in den Farben Gelb, Blau, Grün, Rot und Schwarz; über die Streifen ist zusätzlich das Verbandslogo gelegt. Das bis 2022 verwendete Logo zeigte die Buchstaben ACC, die einen stilisierten Radfahrer bildeten. 2023 wurde es durch ein neues Logo abgesetzt, in dem die beiden C-Buchstaben dem Glied einer Fahrradkette ähneln.